# Gonzalo Bueno
Gonzalo Bueno est un footballeur uruguayen né le 16 janvier 1993 à Maldonado. Il évolue au poste d'attaquant à l'UD Almería en Espagne.

## Style de jeu
Petit et rapide, il préfère accélérer dans un couloir et dribbler ses adversaires que peser physiquement sur une défense.
Il a inscrit notamment quelques buts de cette manière.

## Carrière
- 2011-2013 : Nacional ( Uruguay)
- 2013-déc. 2015 : FC Kouban Krasnodar ( Russie)
  - jan. 2015-2015 : Nacional ( Uruguay) (prêt)
  - 2015-déc. 2015 : União ( Portugal) (prêt)
- depuis jan. 2016 : Estudiantes de la Plata( Argentine)[1]

## Palmarès
- Finaliste de la Coupe du monde des moins de 20 ans 2013 avec l'équipe d'Uruguay U20
- Champion d'Uruguay en 2011 et 2012 avec le Club Nacional.